# さんま岡村祭日本の長さんの悩み聞きます!
さんま岡村が日本の長さんにここだけの悩み聞きましょか!?SP（さんまおかむらがにほんのちょうさんにここだけのなやみききましょかスペシャル）は、日本テレビで2018年1月26日21:00-22:54（JST）に放送された特別番組であり、 明石家さんまと岡村隆史の冠番組である。さんま岡村祭りシリーズ第5弾。金曜ロードSHOW!特別エンターテインメント枠として放送された。

## 内容
企業、スポーツチーム、クラス、部活、家族、町内会、公共団体など、日本全国の"長"がつくリーダーたちの悩みを聞いていく。スタジオには、ニュースになって悩んでいるリーダーや、意外な職業の美人リーダーらが登場する。

## 出演者
司会
- 明石家さんま
- 岡村隆史（ナインティナイン）

進行
- 水卜麻美（日本テレビアナウンサー）

ゲスト
- AYA
- 黒沢かずこ（森三中）
- 陣内智則
- 滝沢カレン
- 広瀬すず
- ヒロミ
- ブルゾンちえみ

※五十音順

## スタッフ
- 構成：桝本壮志、飯塚大悟、久保貴義、林田晋一
- TM：木村博靖
- SW：渡辺滋雄
- カメラ：榎本丈之
- MX：藤岡絵里子
- VE：鈴木裕美
- 照明：小笠原雅登
- モニター：吉邑光司
- 音効：森山顕仁
- 編集：谷崎健一、小島起彦
- MA：荒川望
- ナレーション：森富美（日本テレビアナウンサー）
- 美術P：山本澄子
- デザイン：平岡真穂、松尾実可子
- 美術協力：日本テレビアート
- 技術協力：ヌーベルバーグ、ALL VISION、NiTRO、ヌーベルアージュ
- タイトルデザイン：ミズヒロ・サビー二
- リサーチ：佐藤直也、大久保貴之
- TK：山際慎子
- スタイリスト：山下貢理子
- 制作デスク：高桑繭子
- AD：酒井晋哉、兒玉佳純、牟田大喜、小野日夏里、小林和樹、飯塚健一郎
- 制作進行：浜田和宏
- AP：柳祐輔
- ディレクター：塩入修、長嶺望、師岡靖成、山口耕平、菅谷陽介、清水克洋、吉田慶介、細川恵里、山本祥大、西田周平
- 演出：上田崇博、大岡慎介、海野裕二
- 監修：伊藤慎一
- プロデューサー：大友有一、宮本誠臣/小塩佳宏、本間正幸、高橋正子、伊藤康一/小林宏充
- 企画・プロデューサー：宮下仁志
- チーフプロデューサー：森實陽三
- 制作協力：オフィスぼくら、SION、吉本興業
- 製作著作：日本テレビ